# Ischnochiton kaasi
Ischnochiton kaasi är en blötdjursart som beskrevs av Ferreira 1987. Ischnochiton kaasi ingår i släktet Ischnochiton och familjen Ischnochitonidae. Inga underarter finns listade i Catalogue of Life.